# 拉姆钱德拉普尔
拉姆钱德拉普尔（Ramchandrapur），是印度西孟加拉邦Haora县的一个城镇。总人口9014（2001年）。

## 人口
该地2001年总人口9014人，其中男性4643人，女性4371人；0—6岁人口973人，其中男491人，女482人；识字率75.73%，其中男性为79.82%，女性为71.38%。